# 足羽町
足羽町（あすわちょう）は、福井県にかつて存在した町。
1971年（昭和46年）9月1日に福井市に編入されたために消滅した。足羽町編入から2004年（平成16年）3月1日のあわら市発足に伴って坂井郡金津町と同郡芦原町が消滅するまで、30年以上に渡って県内における自治体消滅がなかった。

## 概要
- 福井市の東側、鯖江市の北側に位置する農業地帯であり、一乗谷朝倉氏遺跡の史跡がある[1]。

### 町名の由来
- 足羽郡から採った[1]。

## 地理
- 山：一乗城山
- 川：足羽川、一乗谷川[2]
- 滝：一乗滝

## 歴史

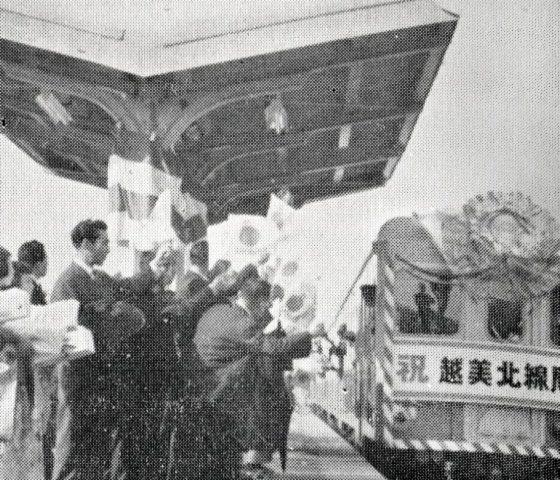
越美北線開通記念式典の様子
1960年12月15日撮影

- 1955年（昭和30年）3月31日 - 酒生村、一乗谷村、上文殊村、下文殊村及び六条村が合併して、足羽村が発足する。
- 1955年（昭和30年）7月10日 - 足羽村が東郷村を編入する。
- 1956年（昭和31年）4月10日 - 大字大町別所、大字大町、大字江端、大字大島及び大字下荒井の区域が福井市に編入する。
- 1960年（昭和35年）8月1日 - 足羽村が町制施行して、足羽町となる。
- 1960年12月15日 - 日本国有鉄道（現:西日本旅客鉄道）越美北線が開通し、町内を通過する[1]。
- 1971年（昭和46年）9月1日 - 福井市に編入する。

## 編入後
- 合併後は福井市の「東足羽地区」となった。
- 足羽町役場は地区名に倣って「東足羽連絡所」となっている。

## 交通
- 北陸本線
  - 大土呂駅
- 越美北線
  - 六条駅
  - 足羽駅
  - 越前東郷駅
  - 一乗谷駅

## 文化財
- 花山行事 -  栃泉に750年以上前から伝わる[3]。毎年5月5日、区内の男児がそれぞれ花山を持ち、登知為（とちい）神社（北緯36度00分07.3秒 東経136度16分27.1秒 / 北緯36.002028度 東経136.274194度）から村内を一周する行事[4]。1962年（昭和37年）5月15日、県の無形民俗文化財に指定[4]。